# Apkallu
Apkallu, in lingua accadica, o Abgal, in sumero e nella mitologia sumera, è il termine che indica i Sette Sapienti.
Gli Apkallu sono esseri semidivini, metà uomini e metà pesci (nel periodo neoassiro sono spesso rappresentati come uomini-aquile), emersi dall'Apsû, l'abisso primordiale, inviati dal dio Enki (Ea in lingua accadica) per insegnare agli uomini i Me, ovvero le arti, i mestieri, il codice morale ed in generale i princìpi della civiltà.
I sette Apkallu consiglieri dei re antediluviani sono:
1. Adapa/Oannes[5]
2. U'an (Apkallu del re Ayalu)
3. U'anduga (Apkallu del re Alalgar)
4. Ammelu'anna (Apkallu del re Enmeduga)
5. Enmegalamma (Apkallu del re Ammegalanna)
6. Enmegulubba (Apkallu del re Enme'usumgalamma)
7. Utu'abzu (Apkallu del re Enmeduranki)

Dopo il Diluvio universale, l'unico ed ultimo Apkallu è Nungalpiriggal, consigliere del re Enmerkar di Uruk, dopodiché tutti gli altri re sumeri post-diluviani, ormai detentori della civiltà, non hanno più associato un Apkallu ma un Ummânū, ovvero un consigliere del tutto umano e non più una semi-divinità.